# Ophion atlanticus
Ophion atlanticus är en stekelart som beskrevs av Per Abraham Roman 1938. Ophion atlanticus ingår i släktet Ophion och familjen brokparasitsteklar. Inga underarter finns listade i Catalogue of Life.